# Улица Соловьиная Роща
Улица Соловьиная Роща — улица в Северо-Западном административном округе Москвы, в районе Куркино.

## Происхождение названия
До 2001 года — Проектируемый проезд № 1142. Названа в 2001 году, проходит через берёзовую рощу, в которой обитают соловьи и которая издавна среди жителей Куркино называлась Соловьиная роща.

## Описание
Улица Соловьиная Роща проходит с юга на север параллельно Новокуркинскому шоссе. Начинается от Воротынской улицы, пересекает Родионовскую улицу и выходит на Юровскую улицу. Между улицей и Новокуркинском шоссе расположен парковый сквер «Куркино».

## Примечательные здания
- № 5 — Детский сад № 2454 «Соловушка»;
- № 9 — кафе «Мулино»;
- № 10 — Управление социальной защиты населения района Куркино (СОБЕС); ГБУ ТЦСО «Тушино» филиал «Куркино»;
- № 14 — Детский сад № 2533 «Капитошка».